# Palazzo Priuli Scarpon
Palazzo Priuli Scarpon è un palazzo di Venezia, ubicato nel sestiere di Cannaregio, in calle larga del Dose Priuli.
Venne riedificato su un preesistente edificio del Trecento dopo il 1618 dal doge di Venezia Antonio Priuli. Fu ricostruito nel 1739, recuperando il materiale storico, a seguito di un incendio, durante il quale andò perduta la scala interna, opera dell'architetto mantovano Alfonso Moscatelli.